# Nervilia maculata
Nervilia maculata är en orkidéart som först beskrevs av C.S.P.Parish och Heinrich Gustav Reichenbach, och fick sitt nu gällande namn av Rudolf Schlechter. Nervilia maculata ingår i släktet Nervilia och familjen orkidéer. Inga underarter finns listade i Catalogue of Life.